# Nick Joaquin

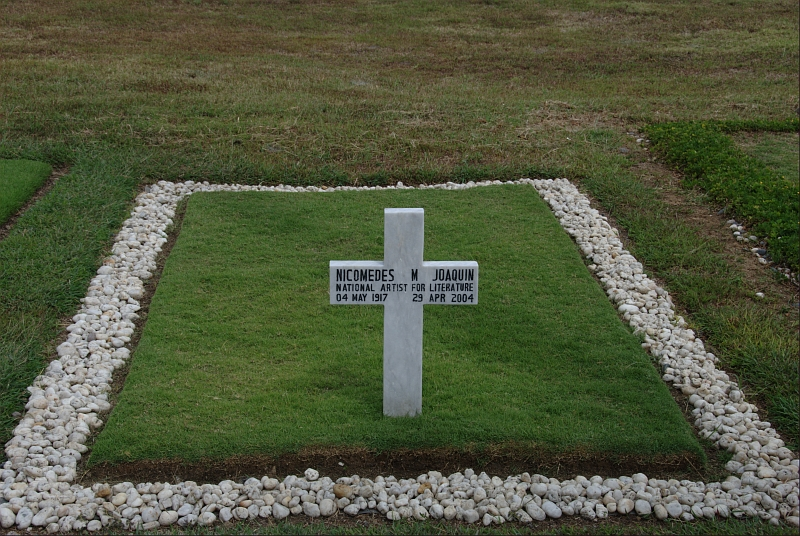
Grób Nicka Joaquina

Nick Joaquin, właśc. Nicomedes Joaquin (ur. 4 maja 1917 w Paco koło Manili, zm. 29 kwietnia 2004 w San Juan koło Manili) – pisarz filipiński, poeta, dramaturg, eseista, historyk, czołowa postać literatury Filipin XX wieku.
Syn Leocadio Joaquina, prawnika i pułkownika filipińskich wojsk powstańczych z 1896. Pracował jako nauczyciel, przez rok (1949–1950) przebywał w nowicjacie dominikańskim w Hongkongu z zamiarem przyjęcia święceń kapłańskich. Ostatecznie jednak podjął w 1950 pracę dziennikarską (publikował pod anagramowym pseudonimem Quijano de Manila).
Był autorem opowiadań i poezji. W 1952 ukazał się zbiór jego utworów Prose and Poems (w tym sztuka A Portrait of the Artist as Filipino). Zdobył m.in. nagrodę dla najbardziej wyróżniającego się młodego literata na Filipinach w 1955. 1962 wydał debiutancką powieść The Woman Who Had Two Navels.
Był także autorem wielu biografii czołowych postaci życia publicznego i artystycznego współczesnych Filipin.
W 1976 otrzymał tytuł „Narodowego Artysty Filipin” w dziedzinie literatury. W 1996 został laureatem prestiżowej Nagrody Magsaysaya, nazywanej „azjatyckim Noblem”, w dziedzinie literatury, dziennikarstwa i komunikacji kreatywnej.